# 266622 Málna
A 266622 Málna (2008 QO3) a Naprendszer fő kisbolygóövében található aszteroida. Piszkéstetőn fedezte fel Sárneczky Krisztián 2008. augusztus 24-én.
A kisbolygót először csupán három napig tudták követni, a külföldi programok viszont 2008. október elejéig észlelték. Ekkor az is kiderült, hogy a 2003 XH23 jelölés alatt már egyszer megtalálták. De mivel az akkori észlelés kevésnek bizonyult, maradt a 2008-as jelölés. 2009-ben és 2011-ben is megfigyelték, és a 2–3 km átmérőjű, a Napot 3,2 csillagászati egység átlagos távolságban 5,83 év alatt megkerülő égitest megkapta végleges sorszámát, a 266622-t.
A kisbolygót a felfedező saját kislányáról, Sárneczky Szofia Málnáról nevezte el, így a neve (266622) Málna lett.